# 韋萊河
韋萊河（Uele River）是非洲中部剛果民主共和國的河流，是烏班吉河的支流，流入剛果河。
韋萊河是全球第46長的河流，也是非洲第5長的河流。